# Jean Daude
Jean Daude, né le 6 mars 1749 à Cézens (Cantal) et mort le 6 octobre 1827 à Saint-Flour, est un député élu du tiers état, du bailliage de Saint-Flour.

## Biographie
Il est pourvu le 9 avril 1777 de la charge d'avocat du Roi au bailliage de Saint-Flour. Il fut président de la Cour de justice criminelle du Cantal, fut créé chevalier de l'Empire par lettres patentes du 18 mars 1809 et nommé en 1811 conseiller à la Cour de Riom.